# Accumulateur super-iron
Les accumulateurs « Super-iron » (Super-fer, Super-ferrate) désignent une catégorie d'accumulateur électrique rechargeable à capacité supérieure, annoncée et testée à la fin des années 1990.

Ils utilisent à la cathode la chimie du "fer hexavalent stabilisé", et sont constitués de matériaux facilement recyclables.

## Avantages
Selon leurs promoteurs et concepteurs (dont le chimiste Stuart Licht de l'Université du Massachusetts à Boston) : 
- à la différence des batteries alcalines et à hydrure métallique (utilisant un électrolyte d'hydroxyde de potassium) en grande partie limitées par leur cathode, ces nouvelles batteries sont compatibles avec les anodes alcalines de zinc et d'hydrures métalliques, tout en ayant une plus grande capacité d'acceptation d'électrons à la cathode[4]
- Elles utilisent en outre des matériaux de base répandus et moins polluants[4].
- Des cathodes en fer (VI/III) permettent d'utiliser des sels faiblement solubles tels que K2FeO4 (ferrate de potassium) et BaFeO4 (ferrate de baryum) avec des capacités respectives de 406 et 313 milliampères-heures par gramme[4].
- Les batteries « Super-iron » (super-fer) stockent 50 % d'énergie de plus que les piles alcalines classiques.
- Une cellule à cathode de fer(VI) et anode d'hydrure métallique est très significativement rechargeable (à 75 %)[4].

## Brevets
L'utilisation de cathodes en ferrate a été testée et brevetée par Amendola. 

## Écobilan
Il serait à calculer sur le cycle complet de production (de la mine à la tombe), mais c'est une des batteries qui utilise le moins de produits toxiques (absence de mercure, cadmium, manganèse ou nickel ou métaux rares qui posent problème avec les autres batteries).